# Aleksiej Riebko
Aleksiej Wasiljewicz Riebko (ros. Алексе́й Васи́льевич Ребко́, ur. 23 kwietnia 1986 w Moskwie) – piłkarz rosyjski grający na pozycji środkowego pomocnika.

## Kariera klubowa
Riebko jest wychowankiem Spartaka Moskwa. Karierę rozpoczął od występów w drużynach juniorskich, a w 2002 roku został przesunięty do kadry pierwszej drużyny i Oleg Romancew umożliwił mu debiut w pierwszej drużynie w rozgrywkach Premier Ligi. Riebko stał się tym samym najmłodszym w historii graczem Spartaka (liczył sobie nieco ponad 16 lat) bijąc rekord Aleksandra Pawlenki. Po debiucie jego kariera zatrzymała się jednak w miejscu – leczył rozmaite kontuzje i grał jedynie w rezerwach. W 2004 roku powrócił do składu na Puchar Intertoto UEFA, ale w lidze nadal nie grał, a kolejną szansę otrzymał w 2006 roku od trenera Władimira Fiedotowa i wystąpił w pucharowym meczu z Urałem Jekaterynburg. W lidze do końca sezonu rozegrał 9 spotkań i został wicemistrzem Rosji. W 2007 roku powtórzył to osiągnięcie.
Na początku 2008 roku Riebko przeszedł do Rubinu Kazań. Zadebiutował 23 marca w wygranym 1:0 domowym meczu z Łuczem-Energią Władywostok. W barwach Rubinu rozegrał trzy spotkania, a zespół na koniec roku został mistrzem Rosji.
Jeszcze latem 2008 Riebko ponownie zmienił barwy klubowe i został piłkarzem FK Moskwa. Swój debiut w nim zaliczył 20 lipca w spotkaniu z CSKA Moskwa. W FK Moskwa zawodnik grał przez dwa sezony.
W 2010 roku Riebko został piłkarzem Dinama Moskwa. Zadebiutował w nim 14 marca 2010 w wygranym 1:0 wyjazdowym meczu ze Spartakiem Moskwa.
W 2011 roku Riebko odszedł z Dinama do FK Rostów. Na początku 2012 roku został zawodnikiem Tomu Tomsk, a w połowie roku odszedł do Amkaru Perm. W 2014 roku został zawodnikiem FK Rostów. W sezonie 2015/2016 najpierw grał w Nice Moskwa, a następnie przeszedł do klubu Łucz-Eniergija Władywostok. W sezonie 2017/2018 grał w Araracie Moskwa oraz Rotorze Wołgograd.
| Sezon   | Klub                       | Kraj  | Rozgrywki        | Mecze | Bramki |
| ------- | -------------------------- | ----- | ---------------- | ----- | ------ |
| 2002    | Spartak Moskwa             | Rosja | Priemjer-Liga    | 1     | 0      |
| 2003    | Spartak Moskwa             | Rosja | Priemjer-Liga    | 0     | 0      |
| 2004    | Spartak Moskwa             | Rosja | Priemjer-Liga    | 0     | 0      |
| 2005    | Spartak Moskwa             | Rosja | Priemjer-Liga    | 0     | 0      |
| 2006    | Spartak Moskwa             | Rosja | Priemjer-Liga    | 9     | 0      |
| 2007    | Spartak Moskwa             | Rosja | Priemjer-Liga    | 3     | 0      |
| 2008    | Rubin Kazań                | Rosja | Priemjer-Liga    | 3     | 0      |
| 2008    | FK Moskwa                  | Rosja | Priemjer-Liga    | 16    | 2      |
| 2009    | FK Moskwa                  | Rosja | Priemjer-Liga    | 27    | 5      |
| 2010    | Dinamo Moskwa              | Rosja | Priemjer-Liga    | 19    | 0      |
| 2011/12 | FK Rostów                  | Rosja | Priemjer-Liga    | 14    | 0      |
| 2011/12 | Tom Tomsk                  | Rosja | Priemjer-Liga    | 11    | 2      |
| 2012/13 | Amkar Perm                 | Rosja | Priemjer-Liga    | 3     | 2      |
| 2013/14 | Amkar Perm                 | Rosja | Priemjer-Liga    | 1     | 0      |
| 2014/15 | FK Rostów                  | Rosja | Priemjer-Liga    | 17    | 0      |
| 2015/16 | Nika Moskwa                | Rosja | Liga Amatorska   | ?     | ?      |
| 2015/16 | Łucz-Eniergija Władywostok | Rosja | Pierwyj diwizion | 14    | 0      |
| 2016/17 | Łucz-Eniergija Władywostok | Rosja | Pierwyj diwizion | 20    | 1      |
| 2017/18 | Ararat Moskwa              | Rosja | Wtoroj diwizion  | 13    | 2      |
| 2017/18 | Rotor Wołgograd            | Rosja | Pierwyj diwizion | 7     | 0      |

## Kariera reprezentacyjna
W swojej karierze Riebko zaliczył występy w młodzieżowych reprezentacjach Rosji w kategoriach U-17, U-19 i U-21. 5 września 2009 roku zadebiutował w dorosłej reprezentacji Rosji, w wygranym 3–0 meczu z Luksemburgiem.